# Metropolia Hamburga

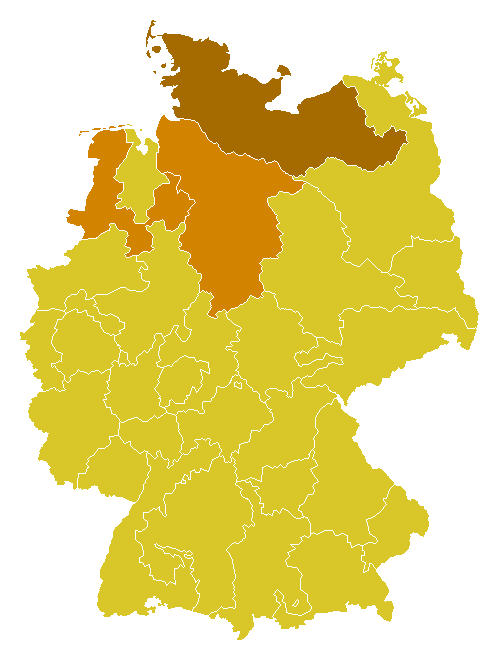
Metropolia Hamburga

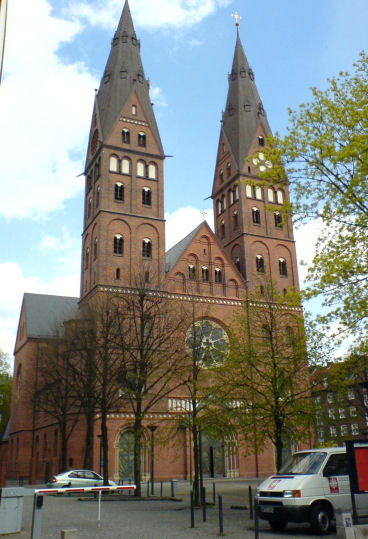
Katedra Mariacka w Hamburgu

Metropolia Hamburga (także Metropolia północnoniemiecka) – jedna z 7 metropolii obrządku łacińskiego w niemieckim Kościele katolickim.

## Dane ogólne
- Powierzchnia: 74 121 km²
- Ludność: 13 399 119
  - Katolicy: 1 537 435
  - Udział procentowy: 11,5%
- Księża:
  - diecezjalni: 645
  - zakonni: 129
- Zakonnicy: 155
- Siostry zakonne: 811

## Geografia
Metropolia Hamburga jest największą metropolią Kościoła rzymskokatolickiego na terenie Niemiec. Obejmuje swoim zasięgiem północną część kraju, w tym następujące landy: Hamburg, Brema, Szlezwik-Holsztyn i części Meklemburgii, Dolnej Saksonii.

## Historia
Metropolia Hamburga powstała w 834, jednak 11 lat później została przekształcona w metropolię Bremy (zlikwidowana w XVI wieku). Ponownie reaktywowano ją konstytucją apostolską Omnium Christifidelium z 24 października 1994, która stanowiła, iż dnia 7 stycznia 1995 zostaje powołana do życia metropolia Hamburga składająca się z archidiecezji Hamburga, diecezji Hildesheim i diecezji Osnabrücku.

## Podział administracyjny
1. Archidiecezja Hamburga
2. Diecezja Osnabrücku
3. Diecezja Hildesheim

## Metropolici
- 1995–2002: abp Ludwig Averkamp
- 2003–2014: abp Werner Thissen
- od 2015: abp Stefan Heße